# Béville-le-Comte
Béville-le-Comte – miejscowość i gmina we Francji, w Regionie Centralnym, w departamencie Eure-et-Loir.
Według danych na rok 1990 gminę zamieszkiwało 1210 osób, a gęstość zaludnienia wynosiła 60 osób/km² (wśród 1842 gmin Regionu Centralnego Béville-le-Comte plasuje się na 325. miejscu pod względem liczby ludności, natomiast pod względem powierzchni na miejscu 655.).